# Spondylidinae
Spondylidinae су подфамилија породице стрижибубе (Cerambycidae) у којој је нешто преко 100 врста у целом свету, углавном у четинарским шумама бореалног подручја. Подељене су у пет трибуса.

## Опште одлике
Предње коксе (кукови) су претежно лоптасте, врло ретко попречне. Бочне стране пронотума су готово паралелне, слабо до јако заокругљене, без или са по једним, мање-више, оштрим зубићем. Предње тибије су са спољне стране назубљене или глатке. Антене су кратке до врло кратке, а други чланак је упола краћи од трећег чланка. Тарзуси су петочлани. Тело је претежно браон, тамнобраон или црне боје. Елитре су са два или три уздужна, слабо наглашена, ребра, а ређе они изостају.

## Племена
- Asemini Thomson, 1860
- Atimiini LeConte, 1873
- Michthisomini LeConte, 1873
- Spondylidini Audinet-Serville, 1832

## Spondylidinae у фауни Србије
У фауни Србије ова подфамилија је заступљена са 7 родова, а овде су наведена само два представника:
- Asemum striatum
- Tetropium castaneum – Смрчина стрижибуба